# 茱莉婭·格蘭特
茱莉婭·登特·格蘭特 （英語：Julia Dent Grant，1826年1月26日－1902年12月14日）是第18任美國總統尤利西斯·辛普森·格蘭特的妻子、第19任美國第一夫人。擔任第一夫人職務是茱莉婭人生中的轉捩點；她的傳記《茱莉婭·登特·格蘭特回憶錄》在1975年出版。